# 太子竜野バイパス

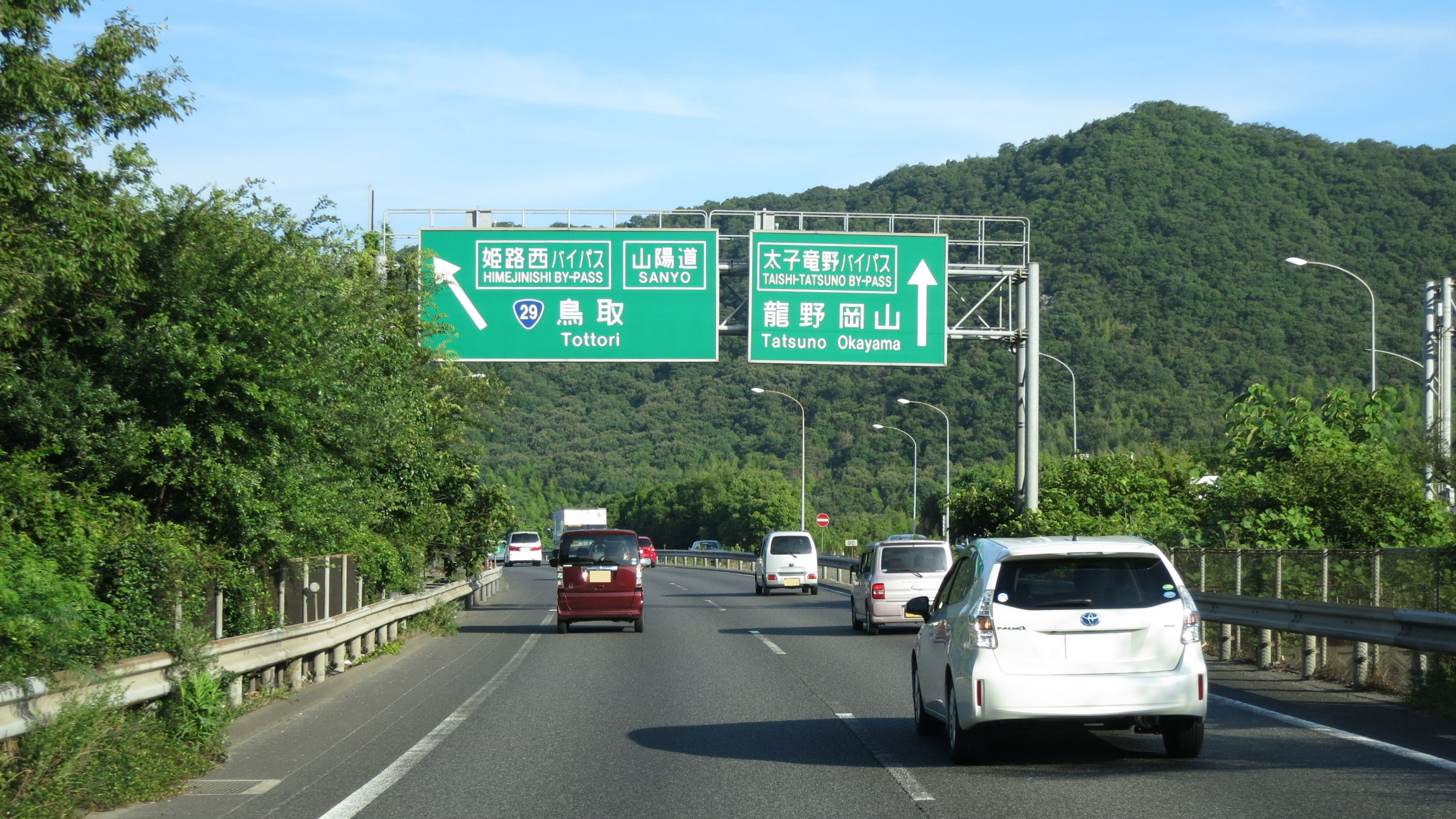
太子上太田JCT

太子竜野バイパス（たいしたつのバイパス、英語: TAISHI-TATSUNO BYPASS）は、兵庫県揖保郡太子町から同県たつの市に至る国道2号のバイパスである。このほか、太子町より姫路市に至る支線が存在する。
阪神高速道路 - 第二神明道路 - 加古川バイパス - 姫路バイパス - 太子竜野バイパスと相互接続された、阪神・播磨間臨海地域の一大バイパス群を形成する。

## 概要
- 総延長：8.1 km
- 道路規格：第1種第3級（自動車専用道路）
- 車線数：4車線
- 事業費：225億円
- 最高速度：70 km/h

2000年（平成12年）12月11日午前0時より姫路バイパスと合わせて無料開放された。無料開放に際し、並行する旧道は国道2号の指定から外れ、太子東ランプから太子町鵤までは国道179号、太子町鵤からたつの市揖保町門前の門前交差点までは兵庫県道725号門前鵤線（一般県道）とそれぞれ変更された。
償還計画では姫路バイパスと同一路線とみなされた。料金は太子東 - 太子北が普通車で200円で、この区間は姫路バイパスとの均一区間として回数券も共通であった。ほかに太子東 - 上太田もしくは上太田 - 太子北のみの利用（太子上太田ジャンクションから姫路西バイパスに出入りする場合）は普通車で100円であった。

### 自動車専用道路
太子東ランプ - 太子北ランプは自動車専用道路であり、道路標識は緑色のものが設置されている。前述の通り、最高速度は70 km/hに設定されている。
一方、太子北ランプ以西の門前交差点までの間は自動車専用道路になっておらず、太子北ランプ以西の道路標識は青色のもので、一般に交差点手前に設けられる看板も設置されている。しかし、最高速度は全区間70 km/hに設定されている。これは太子北ランプ以西の区間には、阿曽ランプ・片吹ランプ間にある林田川大橋を除き、歩道等が設置されておらず歩行者・自転車・原付 (125 cc・電動の場合は定格出力1kW以下)・軽車両の通行はできないためである。なお、道路運送車両法上は第一種原動機付自転車となるミニカーの通行は一般道区間では規制されておらず通行が可能である。

## インターチェンジなど
- 上側が起点側、下側が終点側。左側が上り側、右側が下り側。
- 路線名の特記がないものは市町村道。

### 本線
| 施設名                      | 接続路線名                  | 接続路線名                  | 大阪から (km) | 所在地   |
| --------------------------- | --------------------------- | --------------------------- | ------------- | -------- |
| 姫路バイパス 神戸・姫路方面 |                             |                             |               |          |
| 太子東ランプ                | 国道2号旧道                 | 国道179号                   | 95.7          | 太子町   |
| 太子上太田JCT               | 国道29号 姫路西バイパス方面 | -                           | 97.1          | 太子町   |
| 太子北ランプ                |                             |                             | 100.0         | 太子町   |
| 福田ランプ                  | 国道179号                   | 国道179号                   | 101.4         | たつの市 |
| 阿曽ランプ                  | -                           |                             | 102.4         | 太子町   |
| 片吹ランプ                  | 県道437号東觜崎網干停車場線 | 県道437号東觜崎網干停車場線 | 102.9         | たつの市 |
| 門前交差点                  | -                           | 県道725号門前鵤線           | 103.3         | たつの市 |
| 国道2号 岡山方面            |                             |                             |               |          |

### 支線
| 施設名                        | 接続路線名                      | 起点から (km) | 所在地        |
| ----------------------------- | ------------------------------- | ------------- | ------------- |
| 太子上太田JCT                 | 太子竜野バイパス 神戸・岡山方面 | 0.0           | 揖保郡 太子町 |
| 上太田ランプ                  | 県道420号石倉太子線             | 0.5           | 姫路市        |
| 姫路西バイパス 宍粟・鳥取方面 |                                 |               |               |

## 沿革
- 1973年（昭和48年）4月11日：姫路バイパスの開通を受けて、「建設省が太子バイパス建設を検討中」と神戸新聞が報じる[2]。
- 1975年（昭和50年）11月1日：太子東ランプ - 龍野市揖保町揖保中までのルートを発表[3]。
- 1985年（昭和60年）12月3日：2車線で供用開始。
- 1989年（平成元年）12月16日：4車線化完了。
- 1996年（平成8年）12月17日：太子上太田JCT - 上太田ランプ間の支線開通[1]。
- 2000年（平成12年）12月11日：料金徴収期間満了に伴い無料開放。

## 交通量
24時間交通量（台）道路交通センサス
| 区画                         | 平成27（2015）年度 | 令和3（2021）年度 |
| ---------------------------- | ------------------ | ----------------- |
| 太子東ランプ - 太子上太田JCT | 67,751             | 68,242            |
| 太子上太田JCT - 太子北ランプ | 63,833             | 60,888            |
| 太子北ランプ - 福田ランプ    | 57,519             | 55,549            |
| 福田ランプ - 阿曽ランプ      | 57,519             | 55,549            |
| 阿曽ランプ - 片吹ランプ      | 57,519             | 55,549            |
| 片吹ランプ - 門前交差点      | 57,519             | 55,549            |

（出典：「令和3年度全国道路・街路交通情勢調査」（国土交通省ホームページ）より一部データを抜粋して作成）

### 2010年
| 区間                         | 観測地点           | 交通量    | 交通量     | 昼間 混雑度 | 昼間平均旅行速度 | 昼間平均旅行速度 |
| 区間                         | 観測地点           | 2010年    | 前回比     | 昼間 混雑度 | 上り             | 下り             |
| ---------------------------- | ------------------ | --------- | ---------- | ----------- | ---------------- | ---------------- |
| 太子東ランプ - 太子上太田JCT | 姫路市広畑区西蒲田 | 8万7848台 | +8217台    | 1.06        | 42.8 km/h        | 81.0 km/h        |
| 太子上太田JCT - 太子北ランプ | -                  | 6万6862台 | -719台     | 0.86        | 59.1 km/h        | 80.7 km/h        |
| 太子北ランプ - 福田ランプ    | たつの市誉田町福田 | 6万1235台 | +1万0800台 | 0.78        | 78.9 km/h        | 80.6 km/h        |
| 福田ランプ - 阿曽ランプ      | たつの市誉田町福田 | 6万1235台 | +1万0800台 | 0.78        | 78.9 km/h        | 80.9 km/h        |
| 阿曽ランプ - 片吹ランプ      | たつの市誉田町福田 | 6万1235台 | +1万0800台 | 0.95        | 77.7 km/h        | 42.6 km/h        |
| 片吹ランプ - 門前交差点      | たつの市誉田町福田 | 6万1235台 | +1万0800台 | 1.12        | 74.4 km/h        | 20.2 km/h        |
| 平均                         | 平均               | 6万6608台 | +8450台    | 0.93        | 68.6 km/h        | 64.3 km/h        |

### 2005年
平日24時間交通量（平成17年度道路交通センサス）
- 揖保郡太子町上太田 : 79,631
- 揖保郡太子町王子 : 67,581

## 備考

### 所管警察
一般道区間を含めて、兵庫県警察高速道路交通警察隊姫路西分駐隊の管轄である。